# Reuilly-Sauvigny
Reuilly-Sauvigny är en kommun i departementet Aisne i regionen Hauts-de-France i norra Frankrike. Kommunen ligger  i kantonen Condé-en-Brie som ligger i arrondissementet Château-Thierry. År 2022 hade Reuilly-Sauvigny 213 invånare.

## Befolkningsutveckling
Antalet invånare i kommunen Reuilly-Sauvigny
Referens: INSEE